# Joaquina Bezares
Ana Joaquina Bezares y Caballero (n. Orizaba, Veracruz, 12 de enero de 1804 - Ciudad de México, 14 de octubre de 1860) fue la esposa del general Melchor Múzquiz y primera dama de México en 1832.

## Orígenes
Nació doña Joaquina el día 12 de enero de 1804 en Orizaba, Veracruz. Fue hija del rico subdelegado Lucas Bezares y de su señora esposa Josefina Caballero y Mendivil. Doña Joaquina fue la última hija del segundo matrimonio de su padre. La señora Bezares recibió una esmerada educación.

## Matrimonios
A temprana edad contrajo matrimonio con José Gabriel del Campillo Merino, teniente coronel de artillería, de quién enviudó en el año de 1828. Habiéndose quedado con tres hijos, la señora Bezares se refugió en casa de su hermano Ángel, con quién vivió hasta el año de 1830. El 18 de noviembre de ese mismo año contrajo matrimonio con Melchor Múzquiz.El enlace fue presidido por el que sería arzobispo de México, Manuel Posada. Al día siguiente de haberse celebrado la ceremonia, su hermano Ángel, los ayudantes del general Múzquiz y una escolta, la acompañaron a Toluca donde se reuniría con su marido. En ese lugar vivió hasta el mes de agosto de 1832, fecha en que es llamado don Melchor para ocupar la presidencia. Del matrimonio entre el general Múzquiz y doña Joaquina nacieron siete hijos:
| Nombre                                                     | Fecha de nacimiento |
| ---------------------------------------------------------- | ------------------- |
| Blas Florencio de Jesús Múzquiz y Bezares                  | 1831                |
| Josefa Gabriela Múzquiz y Bezares                          | 1832                |
| María de los Dolores Trinidad Petra Múzquiz y Bezares      | 1833                |
| María Concepción Leocadia Múzquiz y Bezares                | 1835                |
| Melchor Antonio de Santaynes Múzquiz y Bezares             | 1838                |
| Julio Apolonio Francisco Guadalupe Ángel Múzquiz y Bezares | 1839                |
| Leandro Rodrigo Longinos Lorenzo Múzquiz y Bezares         | 1841                |

## Años posteriores y muerte
Al morir su esposo en diciembre de 1844, doña Joaquina no fue la misma. Se deprimió tanto que estuvo a punto de morir pues amaba mucho y respetaba con admiración al general Múzquiz. Ya fallecido don Melchor, como había sido tan honrado, no tenía mucho dinero.  Su esposa y a sus seis hijos vivieron, únicamente, de la cuarta parte sueldo que le correspondía a Múzquiz como general de división, 125 pesos mensuales. Con tan poca cantidad, la familia Múzquiz-Bezares vivía humildemente. La señora Joaquina y sus hijas, trabajaban hasta noche en trabajos de costura. 
Poco tiempo después, el gobierno dejó de pagar las pensiones y la señora Bezares se vio en la necesidad de abrir una escuela, que conservó hasta 1858, donde educó a muchas niñas hijas de familias ricas, madres después, que la quisieron muchísimo y la tomaban como su consejera, por su inteligencia, prudencia, amabilidad y una virtud y caridad tan admirables que se le creía una santa. Fue maestra de Concepción Lombardo, quien la invitó a su boda con el General Miguel Miramón en octubre de 1858.
La señora Joaquina falleció en la capital de la república el 14 de octubre de 1860. Como fue maestra de la esposa de Miguel Miramón, se le rindieron los honores correspondientes al grado de cónyuge de un general de división. Se le sepultó en la bóveda del presbiterio de la Tercera Orden de San Francisco, porque así lo pidió la señora y porque desde 1824 se había inscrito a dicha orden. El gobernador Juan José Baz, sin aviso alguno, procedió a destruir el templo y quemó los cadáveres que en él se albergaban. Los intentos que hicieron sus hijos para encontrar los restos de su madre fueron inútiles. El cuerpo de doña Joaquina Bezares quedó perdido para siempre.